# Station Effingham Junction
Effingham Junction is een spoorwegstation van National Rail in Effingham, Guildford in Engeland. Het station is eigendom van Network Rail en wordt beheerd door South Western Railway. 